# Asarkina albifacies
Asarkina albifacies är en tvåvingeart som beskrevs av Mario Bezzi 1915. Asarkina albifacies ingår i släktet Asarkina och familjen blomflugor. Inga underarter finns listade i Catalogue of Life.